# Oxwall
Oxwall — свободное программное обеспечение для создания сообщества в интернете, распространяется по лицензии Common Public Attribution License. Написано на PHP и используется в качестве платформы для создания социальных сетей или интернет сообществ.
По умолчанию ядро Oxwall содержит все основные функции необходимые для создания сообщества: загрузка/обмен информацией, дружба, профили и страницы настройки, встроенная SEO. Oxwall поставляется с несколькими темами оформления по умолчанию, которые можно настроить из панели администратора.
Oxwall требуется для работы веб-сервер способный работать с PHP 5.2.6 или выше, Apache 2 или выше и MySQL 5.0 или выше.
31 марта 2011 Oxwall был добавлен в базу программного обеспечения Softaculous, и теперь доступен для быстрой установки на хостинге, который является партнером Softaculous.

## История
Oxwall был первоначально разработан Skalfa LLC в качестве платформы сервиса для создания социальных сетей — Wall.fm. Закрытое тестирование началось в 2009 году. В январе 2010 года компания выпустила общедоступную бета-версию Wall.fm, а в августе 2010 года Oxwall вышел в свет как проект с открытым исходным кодом, чтобы создать конкурентное преимущество для ранее запущенного Wall.fm
В феврале 2011 года (Oxwall 1.0.4) Skalfa LLC передала право интеллектуальной собственности и товарный знак Oxwall, некоммерческой организации — Фонду Oxwall — для того, чтобы сделать проект полностью с открытым исходным кодом.

## Фонд Oxwall (Oxwall Foundation)
Фонд Oxwall является независимой некоммерческой организацией, которая была основана в 2011 году для продолжения развития Oxwall.
Сотрудниками фонда является команда разработчиков, которая первоначально работала над продуктом под управлением Skalfa LLC.

### Правление
- Emil Sarnogoev, Chairman
- Nurlan Dzhumakaliev, VP Technology
- Denis Juikov, VP Operations

### Команда Разработчиков
- Sardar Madumarov
- Sergey Kambalin
- Egor Bulgakov
- Evgeniy Podyachev
- Zarif Safiullin
- Yulka Sarnogoeva

В настоящее время Skalfa является основным спонсором Фонда Oxwall.

## Сообщество
Oxwall имеет сообщество пользователей и разработчиков, которые взаимодействуют с помощью Oxwall Market и форума. На форуме пользователи могут получить поддержку, сообщить о найденных ошибках. Управляют форумом сотрудники Oxwall.

## Разработка плагинов
Oxwall имеет упрощённый интерфейс программирования приложений, который позволяет разрабатывать и интегрировать плагины без внесения изменений в основное ядро. Oxwall поставляется со всеми необходимыми документами для разработки плагинов.

### Официальные сайты
- Official Website
- Oxwall Software Official Blog

### Отдельные Сообщества
- Oxwall Russia Community
- Oxwall Germany Community